# Une dame debout au virginal
Pour les articles homonymes, voir Jeune femme au virginal.
Une dame debout au virginal (en néerlandais : Staande virginaalspeelster) est une huile sur toile de Johannes Vermeer réalisée vers 1670-1672. Mesurant 51,7 cm de haut et 45,2 cm de large, le tableau est actuellement exposé à la National Gallery à Londres.

## Description
Au centre du tableau, nous pouvons voir une dame debout devant un virginal, on peut également voir deux tableaux sur le mur et la fameuse fenêtre à gauche, si caractéristique de Vermeer. Le tableau de gauche représente un paysage semblable à celui représenté sur le couvercle du virginal. Celui de droite représente Cupidon tenant une carte à jouer. Cela est sans doute relié à l'association de la musique et de l'amour.

## Historique
Diego Duarte (en) (1612-1691), un banquier d'Anvers, bijoutier et collectionneur d'art portugais, possédait en 1682 une dame au virginal, on ne sait pas de quel tableau il s'agit.
Lors de la succession de la famille de Vermeer par Pieter van Ruijven (1624-1674) en 1696 à Amsterdam, 21 tableaux de Vermeer sont proposés aux enchères, dont le numéro 37, Jeune Femme jouant du virginal. Plusieurs tableaux de cette vente aux enchères ont trouvé acquéreur.
Jan Danser Nijman (nl) (1735-1797) un commerçant de La Haye possédait au XVIIIe siècle, quatre tableaux de Vermeer, à savoir la dentellière, l'astronome, le géographe et La dame debout au virginal. Ce dernier a été vendu à Amsterdam en 1797 et aboutit à Londres. Théophile Thoré-Burger (1807 à 1869), français critique d'art l'a acquis dans les années 1860 pour le présenter au grand public. Ses héritiers le vendirent en 1892 à la National Gallery de Londres.